# Bosque de bambú de Arashiyama y Sagano

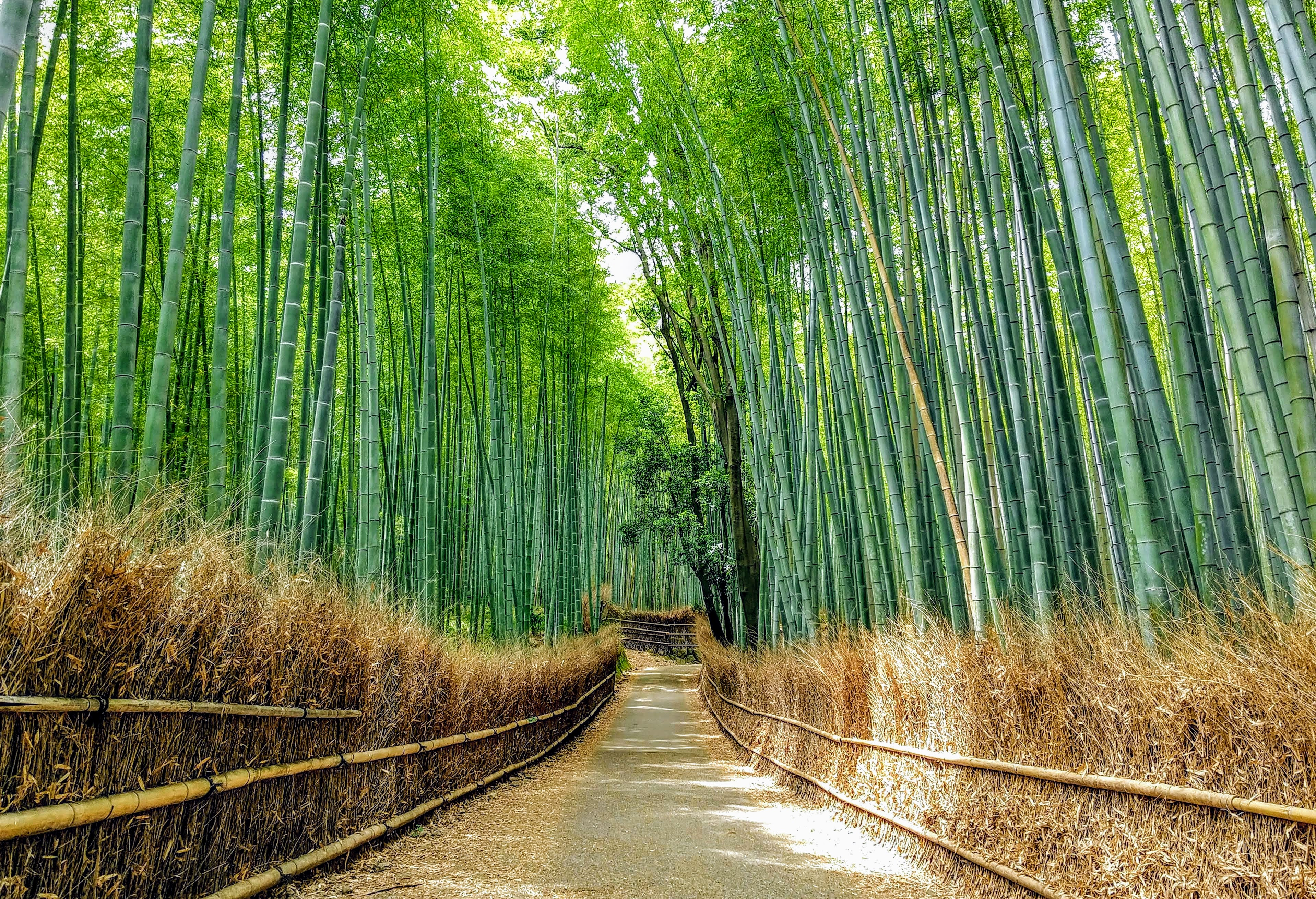
Bosque de bambú en Arashiyama

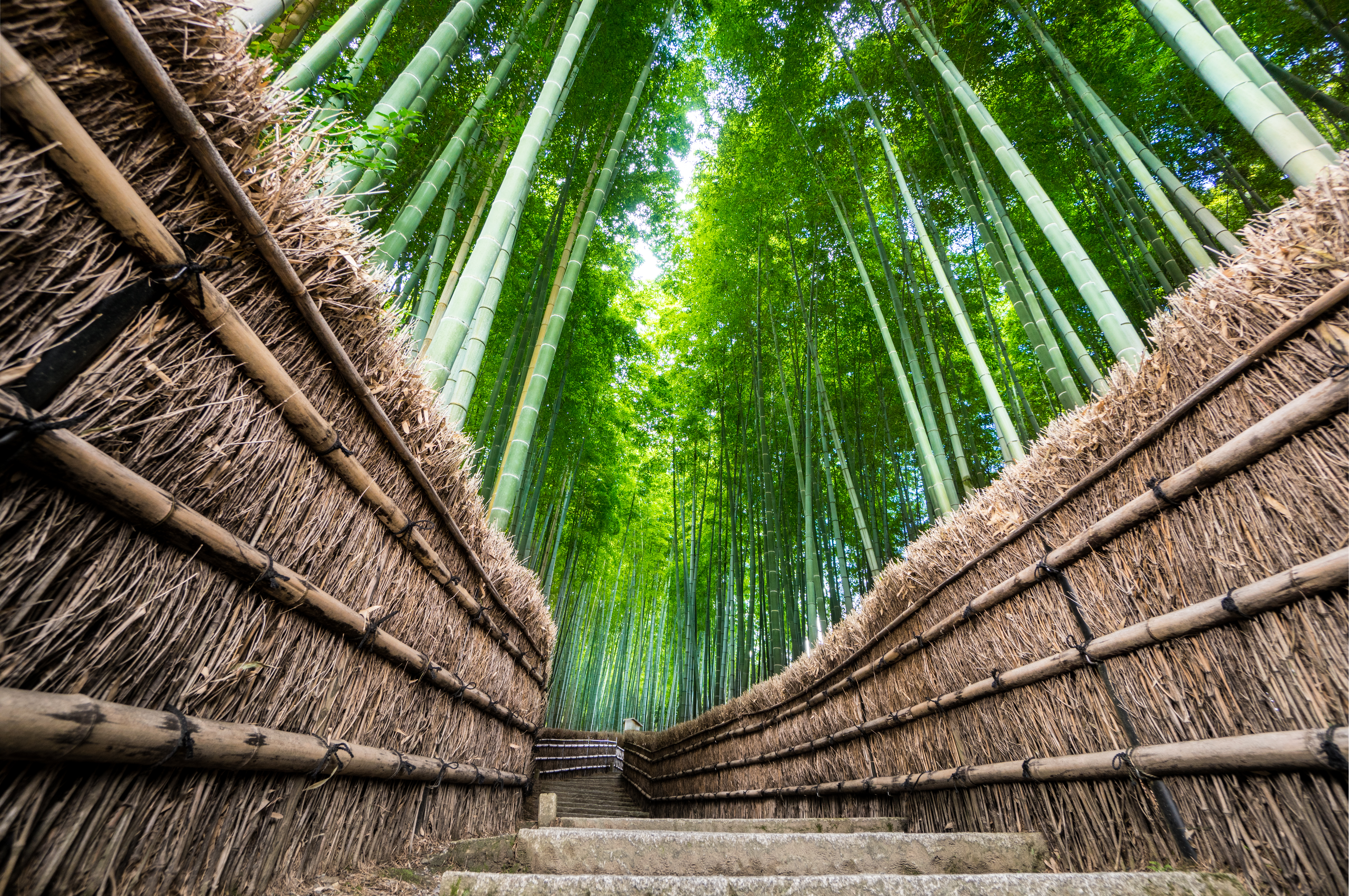
Un camino dentro del bosque

El bosque de bambú de Arashiyama y Sagano (嵐山竹林?) es un bosque natural de bambú ubicado en Arashiyama, Kioto, Japón. El bosque se compone principalmente de bambú moso (Phyllostachys edulis) y consta de varios caminos para turistas y visitantes. El Ministerio de Medio Ambiente lo considera parte del paisaje sonoro de Japón.

## Descripción general
El bosque de bambú de Arashiyama y Sagano está ubicado en una reserva natural que mide aproximadamente 16 km² en el área de Arashiyama. Se desconoce su antigüedad, pero ya era nombrado en el Genji Monogatari del siglo x. Los bambúes del bosque también se utilizan como materia prima en la artesanía local, para la elaboración de canastas, sillas y bolsos; tal «deforestación» está permitida porque los nuevos árboles se plantan simultáneamente y en proporción.
CNN ha incluido el bosque en su lista de las «100 mejores carreteras del mundo», mientras que el Ministerio de Medio Ambiente lo ha incluido en la lista de los «100 sonidos de Japón», una recopilación de los principales sonidos que caracterizan a la nación nipona. Desde 2015, el bosque se puede visitar libremente en cualquier momento del día, sin restricciones de tiempo, como ocurría anteriormente.
El bosque se encuentra cerca del templo Tenryū-ji, un templo reconocido desde 1994 como patrimonio de la UNESCO y sede de la escuela Rinzai, y del famoso santuario Nonomiya. Para acceder al parque es necesario cruzar el puente Togetsukyō, que también actúa como un «lugar escénico».

## Clima
La región experimenta un clima impredecible con un clima bastante fresco y luz solar brillante. En esta región los veranos son cortos, calientes y mayormente nublados. Los inviernos son muy fríos, ventosos y parcialmente nublados. También está húmedo todo el año. En el transcurso del año, la temperatura suele oscilar entre 0 °C y 32 °C. Los veranos duran aproximadamente dos meses, del 23 de junio al 17 de septiembre, con una temperatura máxima diaria promedio superior a 27 °C. Los inviernos duran aproximadamente tres meses, del 3 de diciembre al 18 de marzo, con una temperatura máxima diaria promedio inferior a 12 °C.